# Senior status
De senior status is een vorm van pensioen voor rechters in de Verenigde Staten, waarbij de rechter in kwestie na een bepaald aantal jaren in overheidsdienst parttime kan gaan werken maar volledig salaris blijft ontvangen. Een persoon met de senior status blijft dus rechtspreken, maar zijn of haar zetel binnen het gerechtshof komt vrij voor een nieuwe, door de president te benoemen rechter.
Deze vorm van pensioen werd voor het eerst door het congres ingevoerd in 1919 voor rechters van de lagere rechtbanken, en in 1937 werd de wet uitgebreid tot aan de justices van het Federale Hooggerechtshof. De senior status kan sinds 1954 aangevraagd worden vanaf het zeventigste levensjaar en tien jaar in overheidsdienst, of wanneer men vijfenzestig is en vijftien jaar voor de overheid heeft gewerkt.